# Автобетоносмеситель с самозагрузкой
Автобетоносмеситель с самозагрузкой — это бетонный завод на гидростатическом шасси 4х4.
От городского автобетоносмесителя главным образом отличается наличием механизма самозагрузки, электронной системы дозировки и функцией поворота смесительного барабана с кабиной на 300—360°. Часовая производительность машины зависит от близости склада материалов к месту разгрузки.
Выход бетона за цикл — до 5,5 кубических метров

## Принцип работы
Оператор с помощью жидкокристаллического монитора, расположенного в кабине, задает рецепт с указанием веса каждого загружаемого компонента бетонной смеси. Затем он опускает ковш и движением машины вперед наполняет его. Далее при поднятии, в определенной точке, ковш фиксируется и производит взвешивание. При полном поднятии ковша открывается гидравлическая заслонка, и компоненты высыпаются в смеситель. При повторении соответствующих действий согласно рецепту в смесителе набирается нужное количество компонентов. Подача воды происходит из навесных баков машины или из внешнего источника. Подаваемое количество воды измеряется счетчиком литров и отображается на дисплее. В процессе загрузки и после нее происходит перемешивание вращением смесительного барабана, куда также добавляется жидкая добавка.
Выгрузка готовой смеси происходит вращением барабана в обратную сторону. Поворотный на 360° смеситель с кабиной дает преимущество оператору при выгрузке бетона в нужной точке, значительно упрощая работу.

## Классификация по типу загрузки материалов
Все автобетоносмесители с самозагрузкой классифицируются двумя типами загрузки материалов в смесительный барабан: фронтальная или задняя.
При фронтальном типе загрузки оператор визуально из кабины контролирует весь процесс наполнения смесительного барабана. 
При задней загрузке,  контроль погрузки инертных материалов в смеситель возможен при следующих условиях: в кабине оператора установлено поворотное на 180° кресло, установлена система видео наблюдения.

## Классификация по типу разворота смесительного барабана и кабины оператора
Смеситель  и кабина закреплены стационарно и не разворачиваются;
Смеситель разворачивается вместе с кабиной оператора от 0° до 360° непрерывно;
Смеситель разворачивается без кабины оператора на угол от 180°.

## Классификация по принципу взвешивания инертных материалов
Взвешивание инертных материалов в ковше;
Взвешивание инертных материалов в смесительном барабане;
Комбинированная система : взвешивание и в ковше и в смесительном барабане.

## См.также
- Бетон
- Гравитационный бетоносмеситель
- Бетоносмесительный завод
- Автобетоносмеситель
- Бетонно-растворная установка
- Бетононасос